# Округ Јејтс (Њујорк)
Округ Јејтс (енгл. Yates County) је округ у америчкој савезној држави Њујорк. По попису из 2010. године број становника је 25.348.

## Демографија
Према попису становништва из 2010. у округу је живело 25.348 становника, што је 727 (3,0%) становника више него 2000. године.
|                   | 2010.           | 2000.           |
| Укупно            | 25 348 (100,0%) | 24 621 (100,0%) |
| Белци             | 24 371 (96,15%) | 23 983 (97,41%) |
| Остали            | 436 (1,720%)    | 202 (0,820%)    |
| Хиспаноамериканци | 421 (1,661%)    | 228 (0,926%)    |
| Азијати           | 97 (0,383%)     | 69 (0,280%)     |
| Афроамериканци    | 23 (0,091%)     | 139 (0,565%)    |